# Chaparral

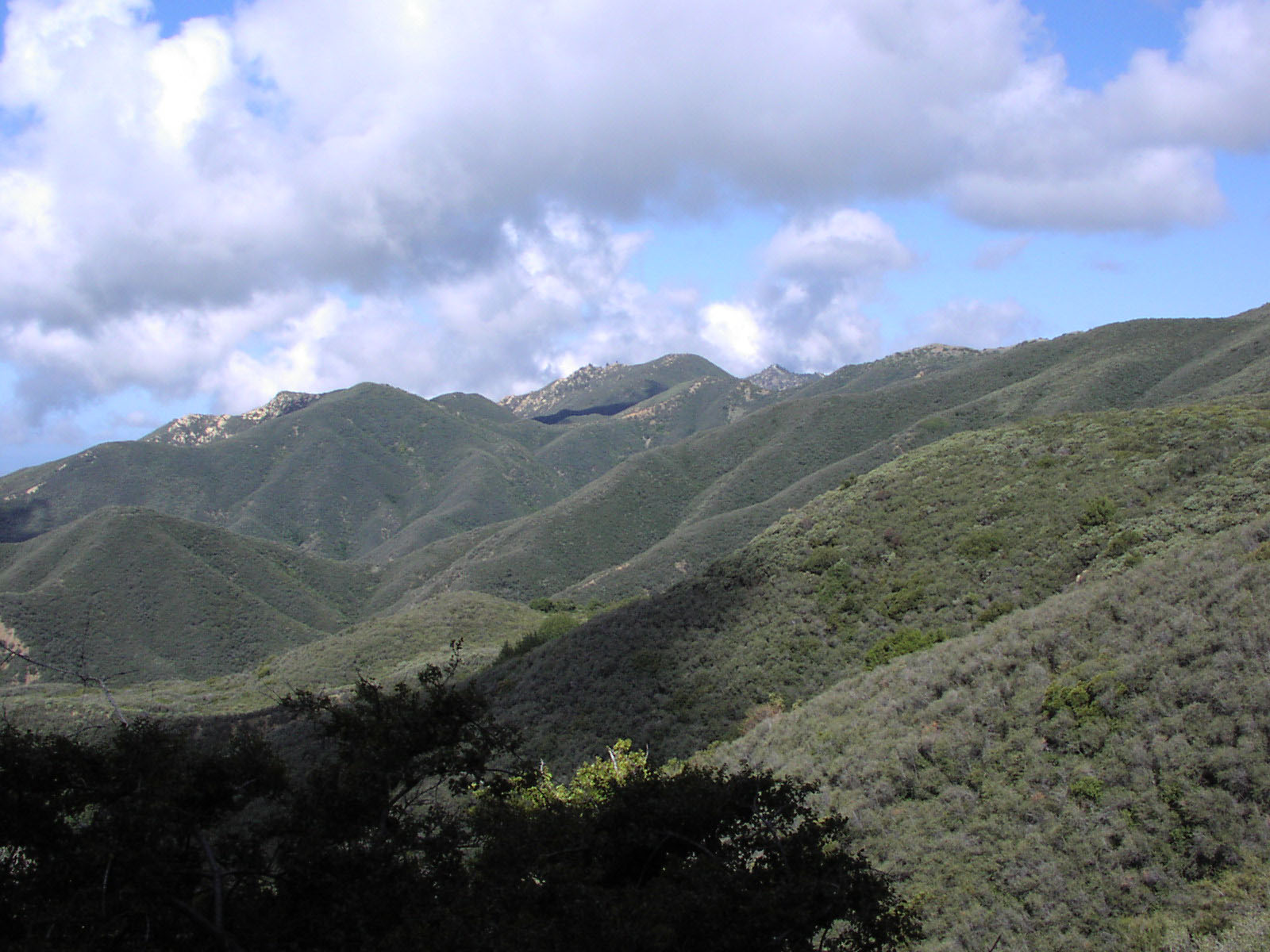
Chaparral i Santa Ynez-bergen, Santa Barbara County, södra Kalifornien i USA.

Chaparral är en typ av vegetation som framförallt består av buskmark (bland växterna märks speciellt Quercus berberidifolia). 
Den förekommer i Mexiko och USA, framförallt på halvön Baja Californias norra del (Mexiko) och i Kalifornien (USA). Denna typ av vegetation förekommer i områden med medelhavsklimat och motsvaras exempelvis i trakterna kring Medelhavet av macchia.